# Luke Sassano
Luke Sassano (Orinda, 14 ottobre 1985) è un ex calciatore statunitense, difensore o centrocampista.